# 18-я флотилия кригсмарине
18-я флотилия подводных лодок кригсмарине — подразделение военно-морского флота нацистской Германии.

## История
Восемнадцатая флотилия подводных лодок кригсмарине была создана в январе 1945 года из пяти лодок 24-й флотилии с базой в порту Хела, ныне — польский порт Хель. Бессменным командиром флотилии стал корветтен-капитан Рудольф Франциус. Официально флотилия считалась учебной, однако три лодки из пяти числились как боеготовые и предназначались для действий в Балтийском море. В конце февраля 1945 года наступление советских войск привело к передислокации флотилии. Взяв на борт до 100 гражданских лиц каждая, все лодки перешли в Кильи были переданы в 5-ю и 24-ю флотилии.

## Состав
В состав 18-й флотилии входили 5 субмарин:
| Тип             | Количество | Представители  |
| --------------- | ---------- | -------------- |
| VIIC            | 2          | U-1161, U-1162 |
| VIIC/41         | 1          | U-1008         |
| трофейные лодки | 2          | U-A, UD-4      |